# Anna Łyko
Anna Łyko (ur. 30 maja 2001) – polska lekkoatletka, tyczkarka.
Halowa mistrzyni Polski w skoku o tyczce w 2024 i 2025. Stawała także na podium mistrzostw kraju w juniorskich kategoriach wiekowych.

## Osiągnięcia
| Rok  | Impreza                               | Miejsce | Pozycja     | Wynik |
| ---- | ------------------------------------- | ------- | ----------- | ----- |
| 2017 | Mistrzostwa świata juniorów młodszych | Nairobi | 8. miejsce  | 3,60  |
| 2019 | Mistrzostwa Europy juniorów           | Borås   | 11. miejsce | 3,91  |

## Rekordy życiowe
- Skok o tyczce (stadion) – 4,26 (2019)
- Skok o tyczce (hala) – 4,11 (2018) rekord Polski U-18[1][2][3]